# كولومبيا (كونيتيكت)
كولومبيا (بالإنجليزية: Columbia, Connecticut)‏ هي بلدة أمريكية تقع في الولايات المتحدة في كونيتيكت. يقدر عدد سكانها بـ 4,971 نسمة ومساحتها 57.0 كم2 و وترتفع عن سطح البحر 168 متر.

## أعلام
- جوزيه دونهام